# 가브리엘 란데스코그
가브리엘 잉에마르 욘 란데스코그(스웨덴어: Gabriel Ingemar John Landeskog, 스웨덴어 발음: [ˈɡɑ̂ːbrɪɛl ˈlânːdɛˌskuːɡ], 1992년 11월 23일~)는 스웨덴의 아이스하키 선수로 포지션은 레프트윙이다. 현재 내셔널 하키 리그(NHL)의 콜로라도 애벌랜치 소속으로 뛰고 있으며 팀의 주장을 맡고 있다. 202년에 콜로라도 애벌랜치의 선수로서 스탠리 컵 우승을 차지했다.
스웨덴 아이스하키 대표팀 소속으로도 활동했으며 2014년 동계 올림픽에서 은메달을 획득했다. 또한 세계 선수권 대회에서 2회 우승을 차지했다.

## 개인사
아버지인 토니 란데스코그도 아이스하키 선수로 활동했다.